# ケイト・シェパード
ケイト・シェパード（英:Kate Sheppard）ことキャサリン・ウィルソン・シェパード（英:Katherine Wilson Sheppard、1848年3月10日-1934年7月13日）は、ニュージーランドの女性参政権運動の最も著名なメンバーであり、ニュージーランドのもっとも有名な女性参政権論者（婦人参政権論者）。イギリスのリヴァプールで生まれ、1868年に家族と共にニュージーランドへ移住。そこで彼女は、女性のキリスト教禁酒同盟（WCTU）を含むさまざまな宗教および社会組織の積極的なメンバーになった。1887年、彼女は参政権と立法のためのWCTUの国家監督に任命された。彼女はその地位をニュージーランドでの女性参政権を推進するために使用した。
ケイト・シェパードは、請願や公開会議を組織化したり、報道機関に手紙を書いたり、政治家との交流を深めたりして、女性参政権を促進した。彼女は、ニュージーランド初の女性によって運営される新聞「The White Ribbon」の編集者をしていた。巧みな文章と説得力のある人前での講演を通じて、うまく女性参政権の主張をしました。彼女のパンフレット『、ニュージーランドの女性と女性が投票すべき10の理由』は、貢献した。この作品は、議会に提出された女性参政権を求める30,000の署名を伴う請願に繋がり、1893年に女性への選挙権拡大に成功。その結果、ニュージーランドは普通参政権を確立した最初の国になる。
シェパードは、1896年に設立されたニュージーランド女性評議会の初代会長であり、1918年に組織の改革を支援した。後年、彼女はイギリスに旅行し、女性参政権運動を支援しました。病気のため彼女はニュージーランドに戻り、その後政治的活動は少なくなったものの、女性の権利に関する執筆に関与し続けた。彼女は1934年に亡くなり、子孫はいない。1991年、シェパードはエリザベス2世に代わり「ニュージーランドの10ドル札」の表面に掲載された。

## 生い立ち

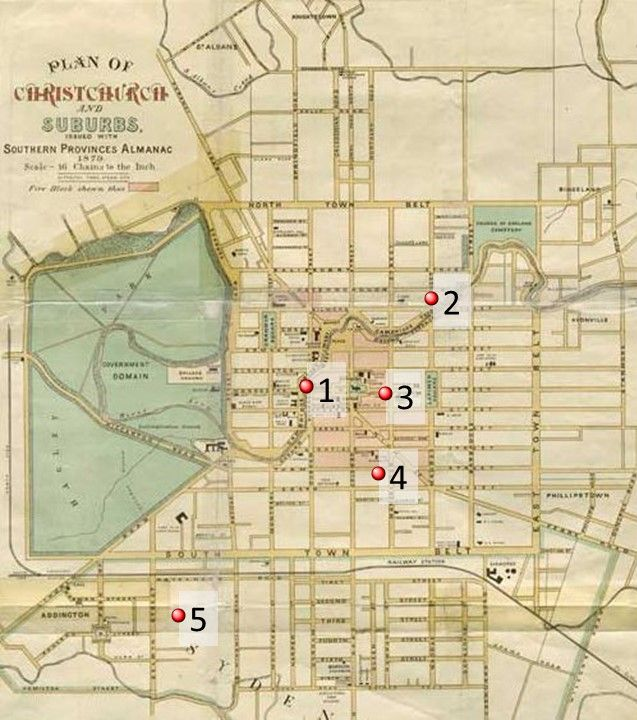
シェパードに関する場所:
1) ケイトシェパード国立記念碑（英:Kate Sheppard National Memorial）2) マドラスストリートレジデンス 3) トリニティ教会（英:Trinity Church） 4) トゥアムストリートホール（英:Tuam St Hall） 5) アディントン墓地（英: Addington Cemetery）

ケイト・シェパードは、キャサリン・ウィルソン・マルコム（英:Catherine Wilson Malcolm）として、スコットランド人の両親ジェミマ・クロフォード・スーター（英: Jemima Crawford Souter）とアンドリュー・ウィルソン・マルコム （英:Andrew Wilson Malcolm）の元に1848年3月10日、イギリス・リヴァプールで誕生した。
1819年にスコットランドで生まれた彼女の父親は、弁護士、銀行家、醸造所書記官、または法務書記官としてさまざまな文書に記述されている。彼は1842年7月14日にインナー・ヘブリディーズでスーターと結婚した。 キャサリンは、彼女の父方の祖母、キャサリン（Catherine）・ウィルソン・マルコムの名をとって命名されたが、 彼女の名前を「キャサリン（Katherine）」と綴るか、「ケイト」と略すことを好んだ。 彼女には、スコットランドで生まれた姉マリーと、バーミンガムで生まれたフランク、ロンドンで生まれたイザベラとロバートの3人の弟と妹がいた。家族はその期間中に引っ越ししていたようだ。 子どもの教育に関する詳細は不明だが、ケイトのその後の執筆物は科学と法律に関する広範な知識を示しており、しっかりした教育がなされていたことが分かる。ケイトは幅広い知識と知性で知られていた。 父親は音楽を愛し、家族が音楽教育を受けられるようにしていた。
ケイトの父親は1862年に死去した。 40代前半であったが家族を養うのに十分な手段を残した。 父の死後、ケイトはネアンのスコットランド自由教会の牧師である叔父と暮らした。叔父は誰よりもキリスト教社会主義の価値をケイトに教え込んだ。この期間に残りの家族は、ダブリンの親族と共に暮らし、ケイトも後に加わった。
ケイトの妹マリーの将来の夫であるジョージ・ビースは、1863年にメルボルンに移住し、その後クライストチャーチに移る。その後、マリーが彼の後を追い、彼らは1867年に結婚、翌年には最初の子供が生まれた。
妹マリーのクライストチャーチに関する記述によると、ケイトの母がニュージーランドに引っ越すように動機づけられたのは、息子のより良い就職先を探していたことと孫娘に会いたがっていたことである。彼らは1868年11月12日にグレーブセンドからマトアカに出航し、1869年2月8日にリトルトン港に到着した。

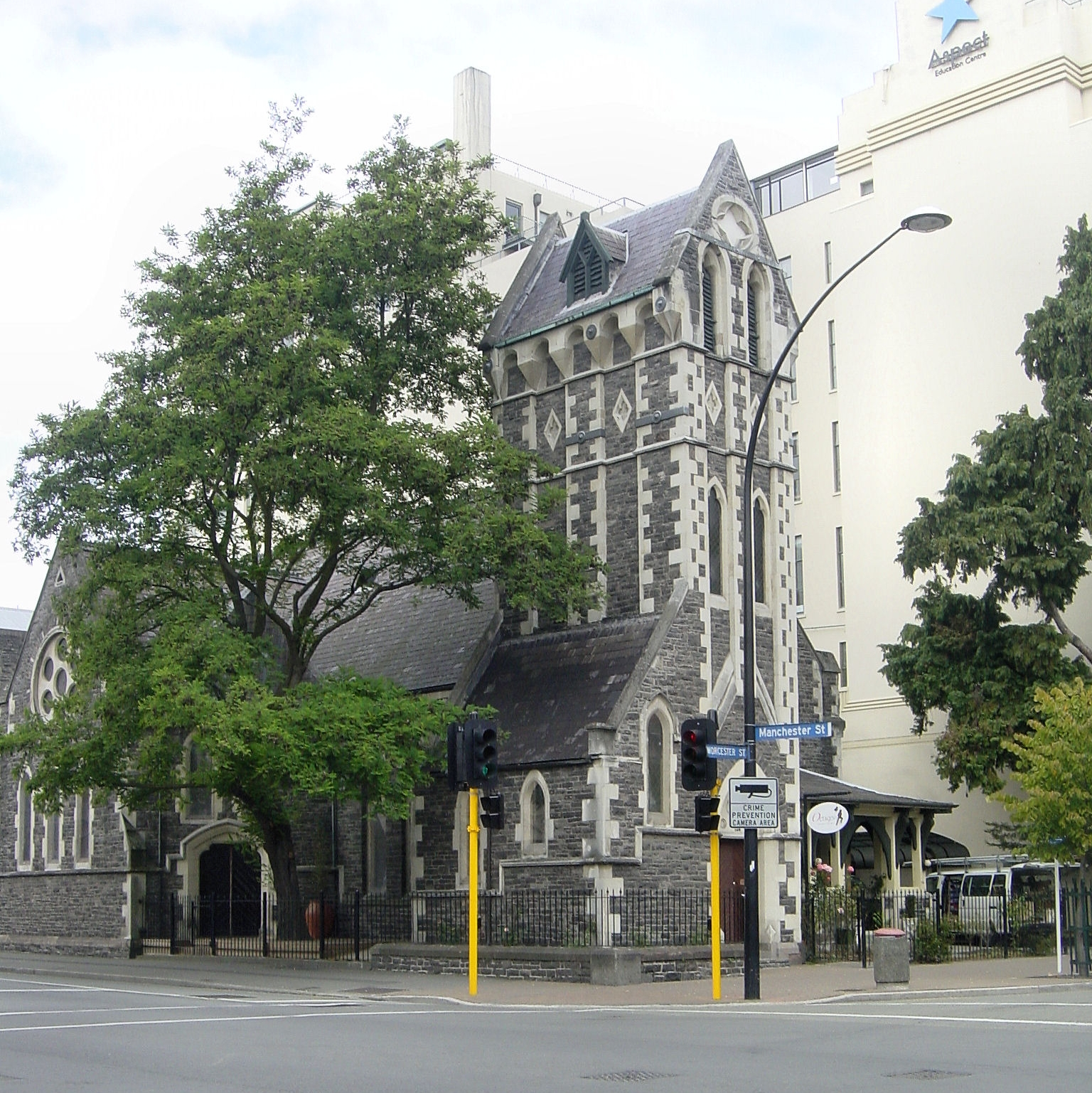
シェパードが礼拝したトリニティ会衆教会

クライストチャーチでは、ケイトを含むほとんどの家族がトリニティ会衆派教会の信者になった。牧師は、ロンドン大学を卒業したウィリアム・ハーベンスで、クライストチャーチ高校の古典学修士（Classics Master）も務めていた。 ケイトはクライストチャーチの知的および社会的場面に加わり、マリーとジョージの家族と時間を過ごした。
ケイトは、1871年7月21日に母親の家で店主をしていたウォルター・アレン・シェパードと結婚した。ウォルターは1868年にクライストチャーチ市議会に選出され、地元の知識についてケイトは何らかの感銘を受けたかもしれない。ケイトとウォルターは、ケイトの母の家からそれほど遠くない、彼女からそれほど遠くない、市内まで徒歩圏内のマドラス通りに住んでいた。 トリニティ会衆派教会は、1872年から1874年までに新しい建物のための資金調達をした。ケイトはこれに関わった可能性が高い。ケイトは、女性の選挙権に関するケイトの考えに影響を与えたと思われる政治家であり、禁酒運動家であるアルフレッド・サンダースと交友関係を結んだ。 ケイトと彼女の夫は、1877年にイングランドに到着し、そこで1年間過ごした後、クライストチャーチに戻った。 彼らの唯一の子供、ダグラスは、1880年12月8日に生まれた。
シェパードは、さまざまな宗教団体の積極的なメンバーだった。彼女は日曜学校で教え、1884年に新設の定期的に教会の礼拝に出席しなかった教区民を訪問するために設立された団体であるトリニティ婦人協会の秘書に選出された。この協会は、募金活動を手伝い、朝のお茶を提供するなど教会の仕事をした。ケイトは、協会活動の報告書を書き、新しいメンバーを募集し、既存のメンバーを維持することに努めた。翌年、彼女はリカートン合唱協会に参加した。1886年5月のコンサートでの彼女のソロは、リトルトンタイムズで賞賛された。 彼女はYWCA(英: The World Young Women's Christian Association)の管理委員会にも参加した。

## 女性参政権運動

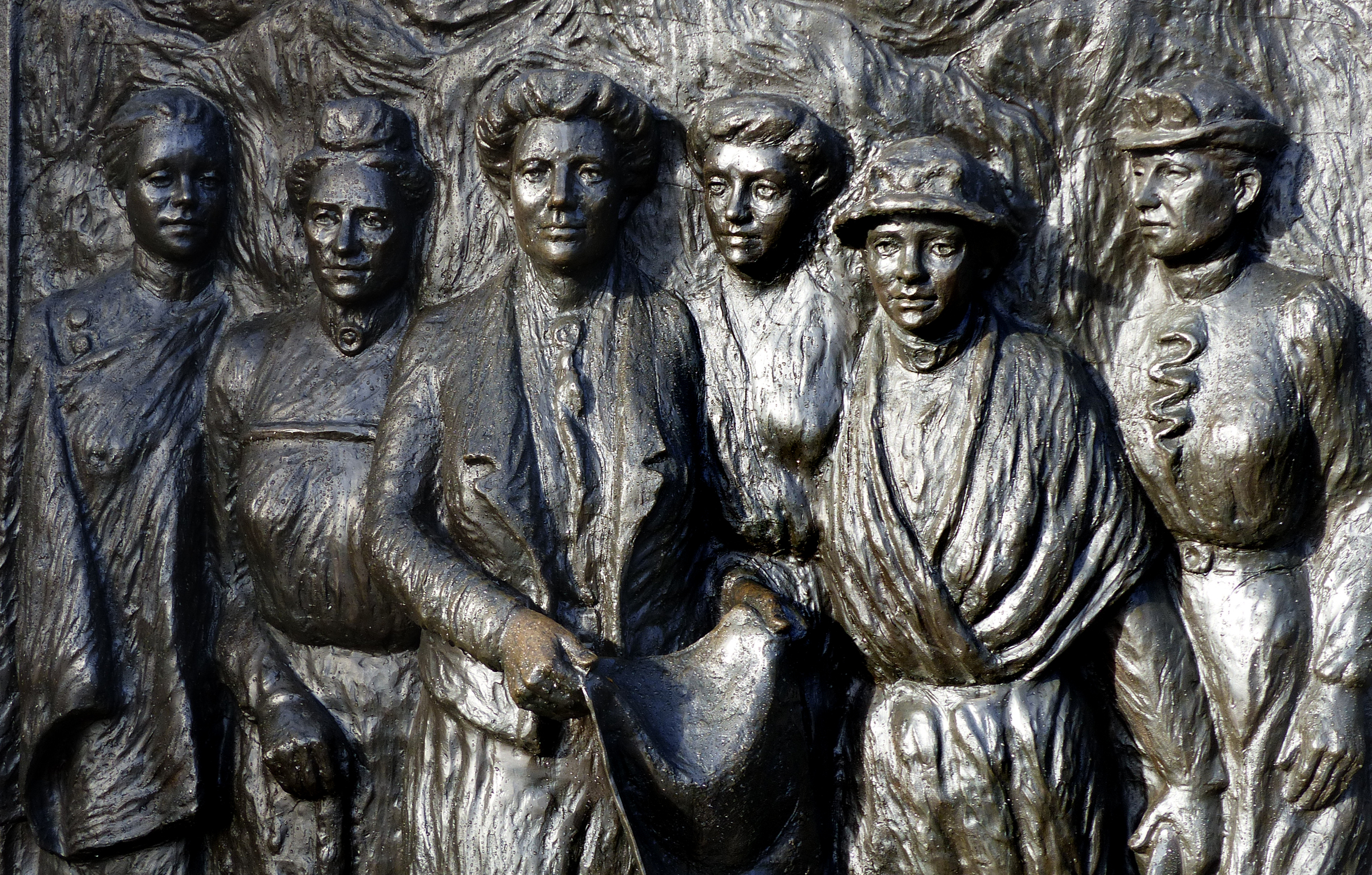
シェパードと他の5つの著名なニュージーランドの選挙権運動者は、クライストチャーチのブロンズ彫刻でケイトシェパード国立記念碑で記念されています。

### 初期の活動
ケイト・シェパードの政治への活動と関与は、アメリカの女性キリスト教禁酒連合（WCTU）のメアリー・レビットによる話を聞いたり読んだりしたことから始まった。1885年、レビットはニュージーランドを周り、アルコール消費に起因する問題だけでなく、女性が"voice in public affairs"（政治への発言権・投票権）を持つ必要性についても話した。 レビットは、5月10日のシアターロイヤルでのスピーチを皮切りにクライストチャーチで2週間過ごした。ジャーナリストたちは、ニュージーランドであまり見られなかった女性による公でのスピーチによって示された人前で話すことの強さに感銘を受けた。
シェパードは、国家組織の設立に先立ち、WCTUのクライストチャーチ支部の設立に関与するようになった。 最初の関与は、女性がバーメイドとして雇用されるのを防ぎ、子供へのアルコールの販売を禁止するために議会への請願を促進することだった。これは彼女の政治家との交渉について助言し、彼女の活動を促進しようとしているロバート・スタウト首相に手紙を書いたアルフレッド・サンダースとの彼女の協力の始まりだった。バーメイの請願書（国の他の地域からの一部を含む）は、1885年の後半に議会の請願委員会によって拒否された。 ケイトは、女性が投票できない限り、政治家は女性からの請願を無視し続けると判断した。
1879年、財産所有の有無にかかわらず21歳以上のすべての男性に選挙権が認められていたが、女性は依然として選挙人として除外されていた。 1870年代、限られた数の女性に投票権が与えられていた。1873年に女性の固定資産税納付者は地方選挙に投票することができ、1877年には女性の「世帯主」には投票して教育委員会に投票して出馬する権利が与えられた。
ニュージーランドのWCTUは、1886年2月ウェリントンの会議で設立された。シェパードはその会議に出席しなかったが、1年後のクライストチャーチでの第2回全国大会では彼女には機会が設けられていなかったにもかかわらず、女性参政権に関する論文を発表する準備をしていた。彼女が経済学に興味を持っていたことから相対統計の初代監督に任命された。 1887年、地元のフランチャイズ部門がWCTU内に設立されたとき、彼女はフランチャイズと立法の国家監督に任命された。
節制に対する支持の多くは女性からのものであり、禁酒同盟は、女性の参政権が子供や家族の福祉を促進する一方でアルコールを禁止するという同盟の目標を達成できると考えていた。 ケイトはすぐに女性参政権の分野で目立つようになったが、原因に対する彼女の関心は、禁酒に関する実際的な考慮を超えた。彼女の見解は、「人種、階級、信条、性別のいずれかを区別するものはすべて非人道的であり、克服しなければならない」という主張でよく知られていた。 ケイトは、有能なスピーカーであり、熟練したオーガナイザーであることが知れ渡り、直ぐに彼女の大義に対するサポートを築いた。

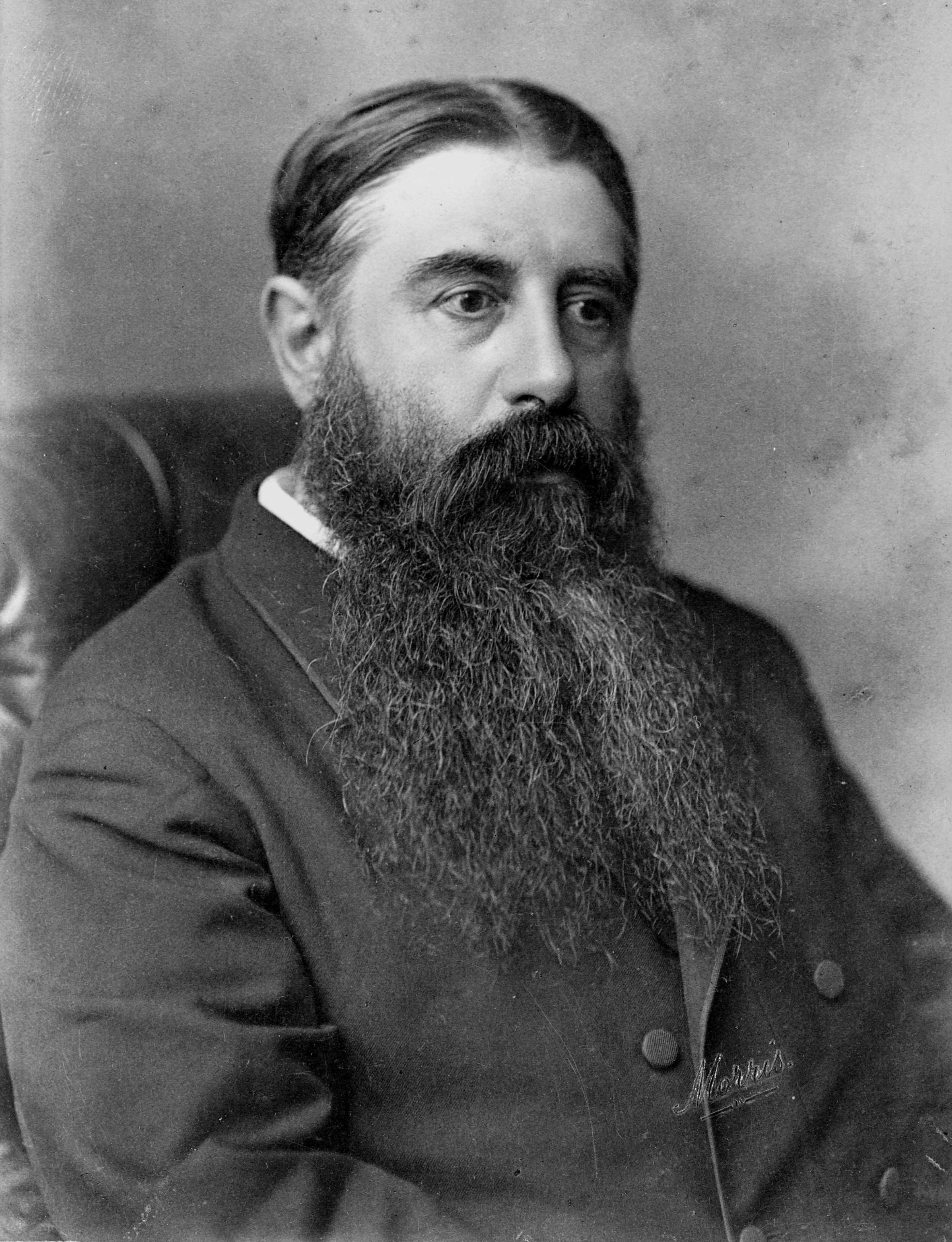
北クライストチャーチの議員で元首相のサー・ジュリアス・フォーゲルは、1887年の議会に女性参政権法案を導入した。

WCTUは、議員でありニュージーランド元首相のサー・ジュリアス・フォーゲル（英:Sir Julius Vogel）に代表団を送り、選挙権法案を議会に導入するように求めた。 彼は1887年に女性参政権法案でそれを行い、シェパードはその支持を求めて運動をした。 第三読会では、女性参政権を扱う部分が1票差で敗北し、法案は撤回された。 その年の後半の総選挙キャンペーン中、シェパードはWCTUメンバーに選挙権について議会候補者に質問するよう勧めたが、そうしなかった女性はほとんどいなかった。
1888年、シェパードはWCTUのクライストチャーチ支部の議長を務め、ダニーデンで開催された全国大会に報告書を提出した。シェパードは、ダニーデン、オアマル、クライストチャーチで選挙権に関するスピーチを行い、自信を持って話すスタイルを開発。彼女の主張を補強するために、彼女は聴衆に英国と米国で作成されたリーフレットを配布した。 『シェパードはその後、ニュージーランドの女性と女性が投票すべき10の理由』というタイトルの彼女自身のシングルシートのパンフレットを発行し、それは彼女の "dry wit and logical approach（ドライウィットと論理的アプローチ）"表していた。 このパンフレットは衆議院のすべてのメンバーに送られた。

### 請願
政府は1888年に選挙権から女性を排除し続ける選挙法案を導入し、シェパードは排除の削除を要求する請願を組織した。彼女は、カンタベリー衆議院議員のサー・ジョン・ホールに手紙を書き、彼女の大義を支持し請願書を提出するように彼を招待した。彼はそうしたが、何も起こらなかった。次にシェパードは、ニュージーランドと海外の著名人の参政権に関する声明を記した2つ目のパンフレット「女性は投票すべきか？」を作成した。 選挙法案は1890年まで延期され、8月5日にホールは「下院の意見では、下院議員の投票権は女性に拡大されるべきである」と提案した。 激しい議論の末、8月21日、ホールは選挙法修正案を提出したが7票で敗れた。
敗北後、ホールはシェパードに議会への請願書が次のステップであるべきだと提案した。彼女は請願書を作成し、印刷用に編集、この支援のために一生懸命活動した。1890年の選挙キャンペーン中に、WCTUメンバーはすべての立候補者に女性参政権に関する各々の意見を尋ねようとした。 WCTUの議事録によると請願書には10,085の署名が含まれており、ホールが1891年に議会に提出した。 その請願書は、ホール、アルフレッド・サンダースおよび当時の首相ジョン・バランスによって議会で支持された。ホールは、女性に選挙権を与えるために選挙法案の改正を行い、25票の過半数で可決された。選挙権の反対者であるウォルター・カーンクロスは、女性が議会に立候補することを認める改正案を提出した。これはホールの修正に論理的に続いているように見えたが、実際には、ニュージーランドの参議院であるニュージーランド立法評議会で法案が通らないようにするために企んだものだった。事実、参議院で法案は2票差で負けた。

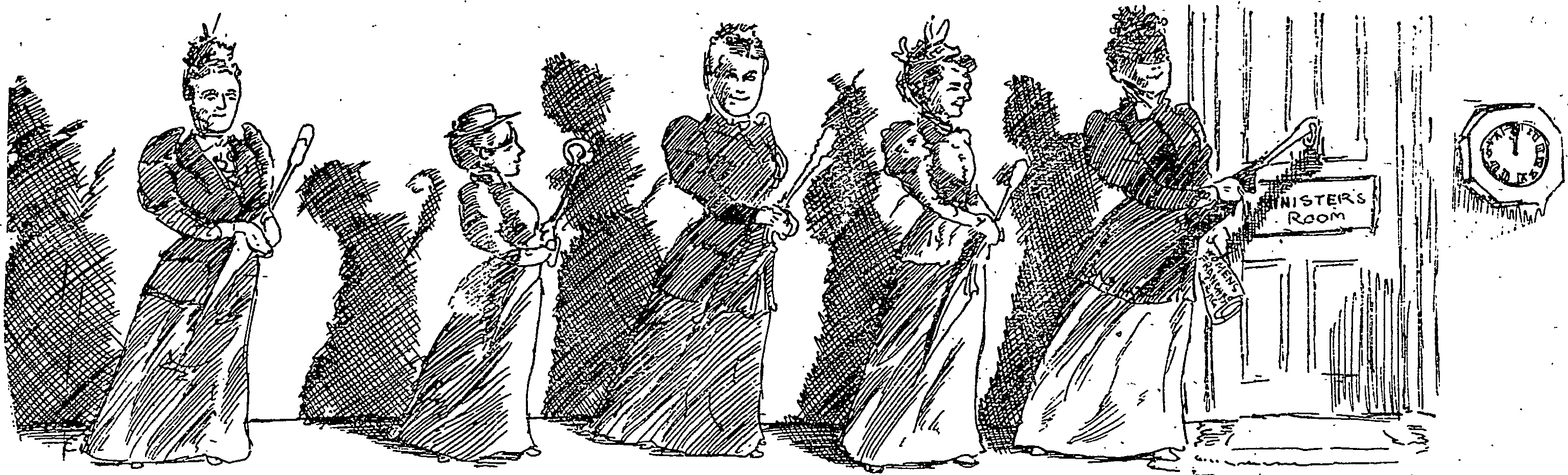
首相のオフィスの前で並ぶオークランドの女性団体。1893年にThe Observerにて公開されたイラスト入りコミック。

1890年、シェパードはキリスト教倫理協会の創設者の1人だった。キリスト教倫理協会は、一つの教会メンバーに限らない、男女の両方のためのディスカッショングループ。 最初の数回の会議では、トピックには利己主義、夫婦関係、服装改革が含まれていました。協会は、シェパードに多様なバックグラウンドの人々と議論をする自信を与えた。. 1891年、シェパードはWCTUに代わって禁酒論者のページの編集を開始した。『禁酒法主義者』は、ニュージーランドを中心に2万人以上に流通していた隔週で発行の禁酒新聞だった。シェパードは、この論文で「ペネロペ」という仮名を使用した。
シェパードは2回目の請願書は2倍の規模になると約束し、夏までそれを整理し、20,274人の女性の署名を受け取った。 自由党議員ヘンリー・フィッシュは、勧誘員を雇い、男性と女性が署名したもの2つの反対請願を組織しし、5,000の署名を集めた。 1892年の選挙法には女性参政権の条項が含まれており、衆議院でも簡単に可決されたが、参議院は女性の投票を投票ではなく郵便で行うことを要求した。両院はこれに同意できなかったため、法案は失敗した。

1893年に成功した女性参政権請願書の最初のページ

参政権に関する3番目の請願書がシェパードによって組織され、1893年に提出された。31,872人の女性が署名した。この時代、議会に提出された請願の中で最大のものだった。

### 1893年の選挙法案
女性に完全な投票権を付与した1893年の選挙法案は、8月に衆議院で首尾よく可決された。その年の後半の総選挙で女性が反対票を投じることを恐れ、反対票を投じる国会議員はほとんどいなかった。したがって、多くは投票中に休むことを選んだ。ヘンリーフィッシュは、国民投票により提案された法律を遅らせようとしたが、 法案は立法評議会に進んだ。いくつかの通過妨害が失敗した後に、9月8日に20票の賛成18票の反対により可決された。 法案には直ちに知事の署名が必要だったが、デヴィッド・ボイル知事は女性の参政権を支持せず署名をするのが遅く、最終的に9月19日に署名がなされた。 シェパードは、女性参政権運動のリーダーとして広く知られた。

## 1893年の選挙法案と女性のアドボカシー
ニュージーランドの選挙をたった10週間先に控え、シェパードには休む時間が無かった。更に新聞は、女性の参加を少なくするために早期選挙が必要という噂を広めていた。シェパードは禁酒同盟とともに女性の有権者登録の奨励に非常に積極的だった。 クライストチャーチの主要な会議会場は、トゥアムストリートホール。 彼女を中傷する巨大勢力の一つは酒類業界であり、継続的に事業を行えないことを恐れていた。 急な通達にもかかわらず、88％の女性が選挙日（11月28日）までに投票のための登録をし、 70%の女性が投票をした。 女性は投票権を獲得したが、1919年まで議会選挙に立候補する資格がなく、1933年に初めて女性が議会に選出された。
1892年頃、シェパードはクライストチャーチでは女性として初めて自転車を乗り始めた。 彼女は、1892年から1897年に存在したアトランタレディースサイクリングクラブに加入し、 設立委員だった.このクラブは、ニュージーランドまたはオーストラリアで最初の女性サイクリングクラブであり、メンバーの一部が女性サイクリスト用スカートではなく、ニッカーボッカーズなどの「合理的な服装」を提唱し、論争を呼んだ。
1893年12月、シェパードはWCTUクライストチャーチ支部の会長として選ばれた。 彼女は、1894年の最初の2回の会議の議長を務めた後、夫と息子と一緒にイギリスに旅行に行った。イギリスでは女性グループを対象に、ニュージーランドでの女性参政権の争いについての講演者としてすごく人気があった。 1895年の中頃、WCTUは海外にいるシェパードから協力を得て編集者とし、月刊雑誌「The White Ribbon」を発行した。 イギリスにいる間、シェパードは体調を悪くし、手術、おそらく子宮摘出が必要となった。 一家は1896年初めにニュージーランドに戻った。 1896年後半、シェパードは「The White Ribbon」の編集者に再任された.

## カンタベリー女性協会と全国女性評議会

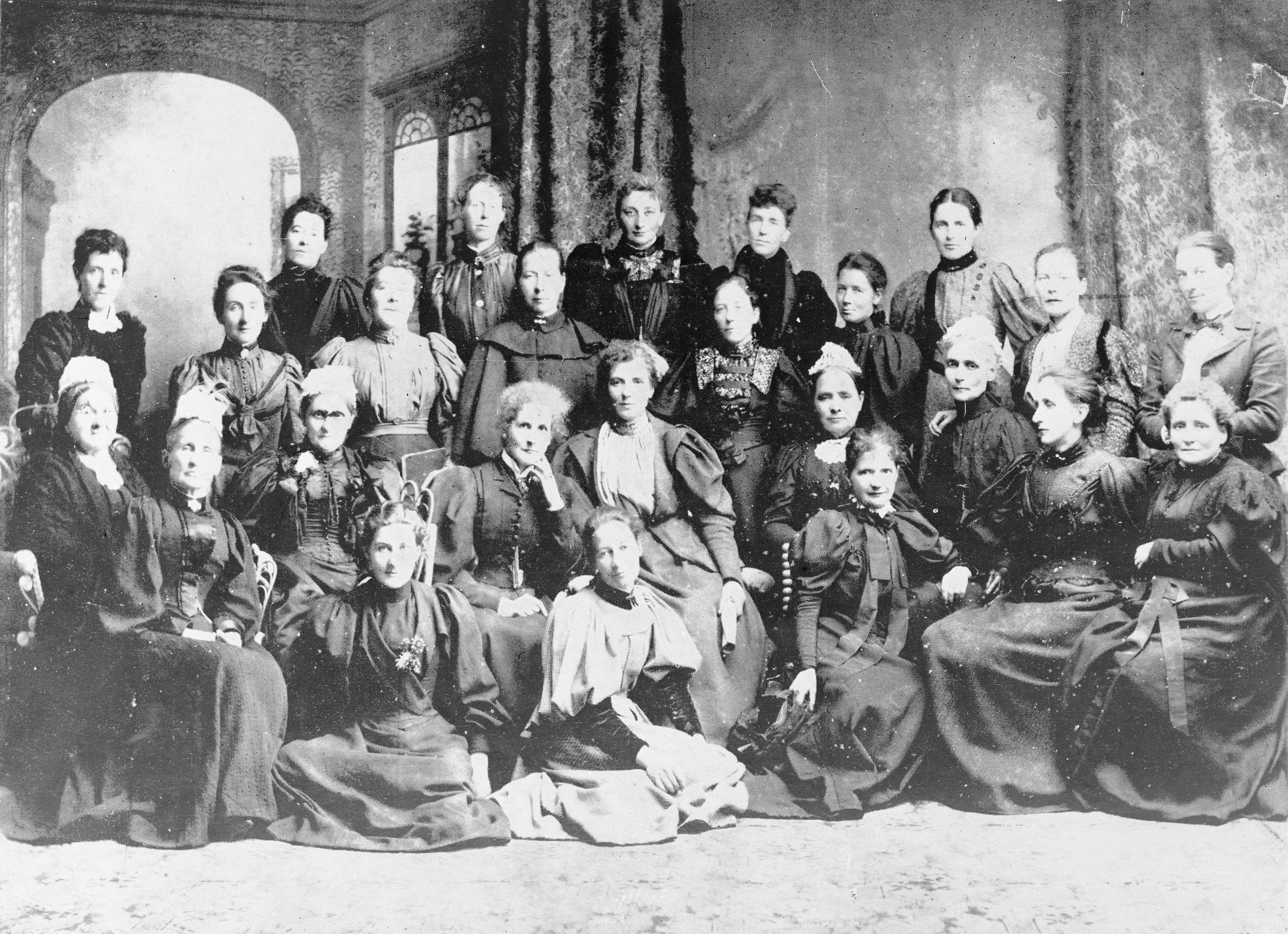
全国女性評議会（クライストチャーチ、1896年）

カンタベリー女性協会は1892年9月に設立され、シェパードが主導的な役割を果たし、経済部門を担当した。この協会は、男性、女性、両者に開かれ、男女間の不平等を減らすために活動していた。シェパードは、結婚、親子関係、財産に関する不公平な法律の改革や、道徳上の男女の不平等な扱いの排除など、他の改革を達成するための最初のステップは参政権賦与だと信じていた。
1896年4月、ニュージーランド女性評議会は、カンタベリー女性協会とニュージーランド全土の10の女性グループによって設立され、 シェパードは創立大会で会長に選出された。 評議会は、女性が立候補する権利、女性の平等な賃金と平等な機会、女性に影響を及ぼす法的障害の排除、既婚女性の経済的自立を促進した。
フェミニスト仲間のアンナ・スタウト夫人ではなく、シェパードが会長に選出されたことで亀裂が生じた。 これは、評議会がニュージーランドの第二次ボーア戦争への関与を支持すべきかどうかなど、他の意見の不一致とともに、1906年に組織が休会に陥る一因となった。

## 晩年

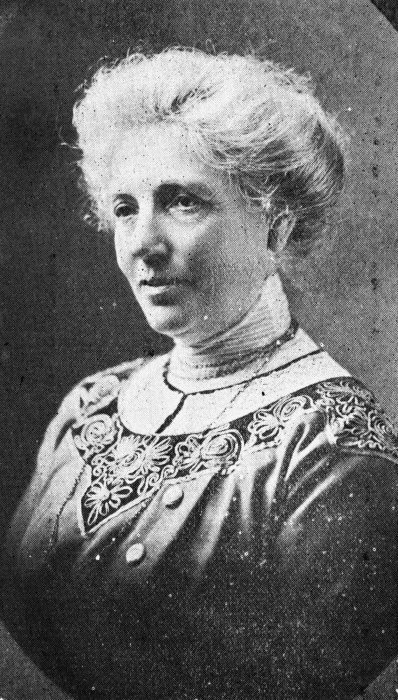
ケイト・シェパードc. 1914

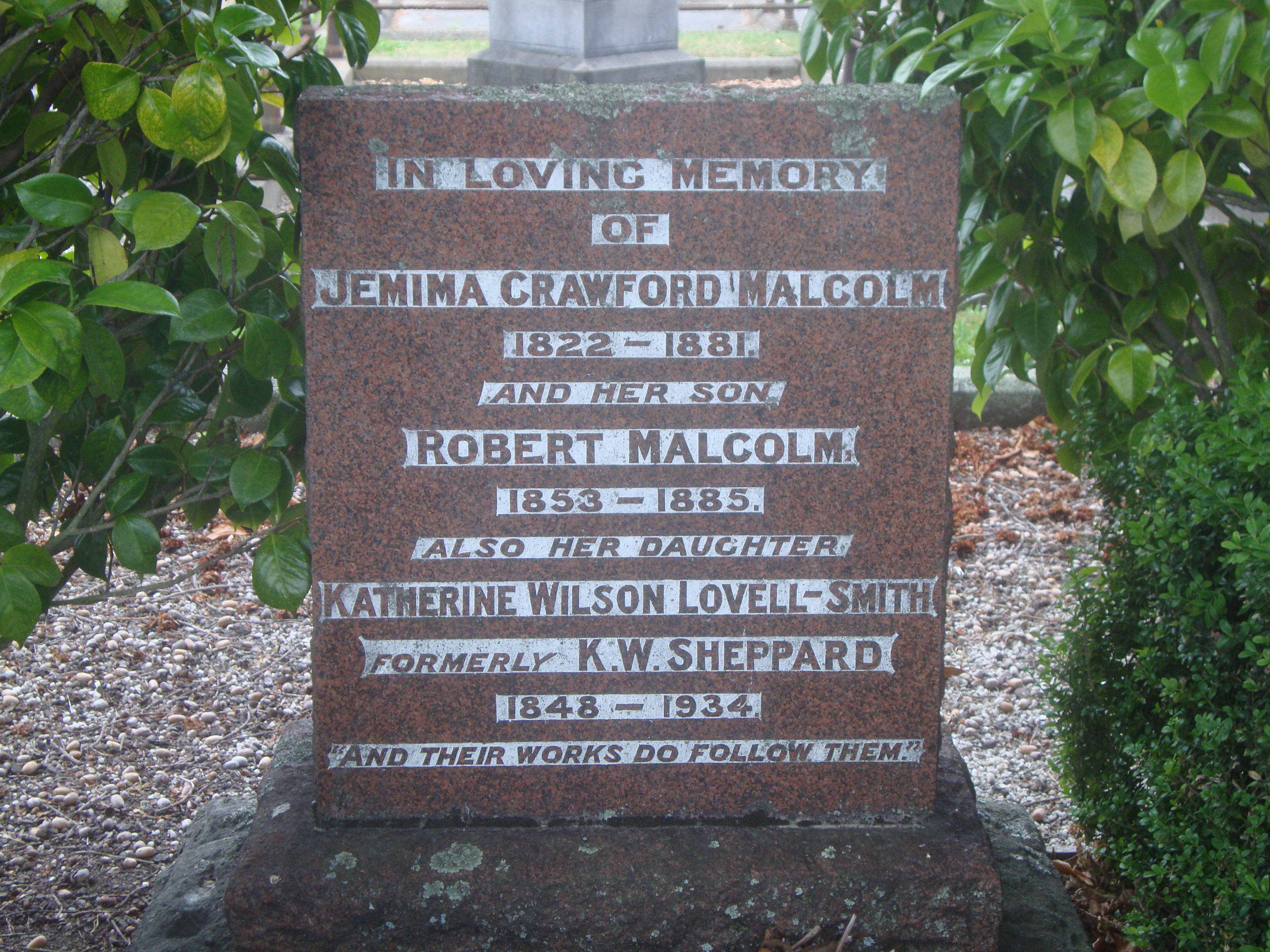
シェパードが埋葬されているクライストチャーチのアディントン墓地（英:Addington Cemetery）

「The White Ribbon」の編集者として、また全国女性評議会の会長としてシェパードは、女性の状況や地位の改善に関連する多くのアイディアを推進した。特に、シェパードは女性が男性から法的および経済的独立を確立することに関心を持っていた。 彼女は女性の権利推進に専念しただけでなく、比例代表制、拘束力のある国民投票、内閣の議会による内閣の直接選出制などの政治改革を促進した。1902年まで、シェパードの結婚は緊張状態にあり、おそらく数年間続いていた様子。 シェパードの夫は家を売り、ロンドンで勉強したいと願う息子と一緒にイギリスに引っ越した。シェパードは新しい家具を購入し、クライストチャーチに永住するための計画をしているようだったが、 1903年にそれらを売却し、全国女性評議会での職を辞任し、帰国日を決めずにイギリスへ行った。 途中、一時的にカナダとアメリカへ行き、アメリカの選挙運動家キャリー・チャップマン・キャットに会った。 ロンドンでは、女性参政権運動に積極的でだったが、健康が悪化したために活動を辞めざるをえなかった。
1904年11月、シェパードは夫とともにニュージーランドへ戻ったが、夫は翌年3月にイギリスへ戻った。 シェパードは、長年の友人ウィリアム・シドニー・ラヴェル・スミスと妻のジェニー・ラヴェル・スミスの家に引っ越した。 三人目の娘、ヒルダ・ケイト・ロヴェル=スミスは、シェパードにちなんでミドルネームを与えられていた。 彼女は政治界での活動は消極的で演説をやめたが、書き続けた。 シェパードは、1906年のクライストチャーチでの展覧会のために女性参政権の歴史に関する展示を準備し、 1907年の国際女性参政権同盟のために「ニュージーランドでの女性参政権」というパンフレットを書いた。翌年、息子の結婚式のためにイギリスに旅行し、途中でシカゴのWCTUの本部を訪問。イギリス到着後には参政権グループと会った。 1912年と1913年、彼女はラヴェルスミス（英:Lovell-Smiths ）と一緒にインドとヨーロッパを旅した。 シェパードは、以前ほどのエネルギーは無かったが衰えることはなく、ニュージーランドの女性運動に影響を与え続けた。彼女は1916年、首相のサー・ジョセフ・ウォードへの請願書に署名した最初の人物であり、イギリス政府に女性の参政権を与えることを促すことをお願いし、 1918年には他の著名な選挙権団とともに女性評議会の再活性化をした。シェパードは、1919年に辞任する前に、その年に国民評議会の会長に選出された。
シェパードの夫ウォルターは1915年、イギリスで死去した。 ジェニー・ラヴェルスミス（英:Jeniie Lovell-Smiths ）は1924に亡くなり, シェパードとウィリアム・ラヴェルスミス（英:William Lovell-Smith）は1925年に結婚した。 ラヴェルスミスはたった4年後に亡くなり、 シェパードは86歳の1934年7月13日、クライストチャーチで死去した。 シェパードの息子は1910年、29歳の時に貧血により亡くなり、 唯一の孫のマーガレット・イザベラ・シェパード （英:Margaret Isabel Sheppard）は、1930年19歳の時に結核で亡くなり、 シェパードは存命の子孫を残さなかった。 シェパードは、クライストチャーチにある母と弟のロバートと同じアディントン墓地（英: Addington Cemetery）に埋葬された。

## 記念物

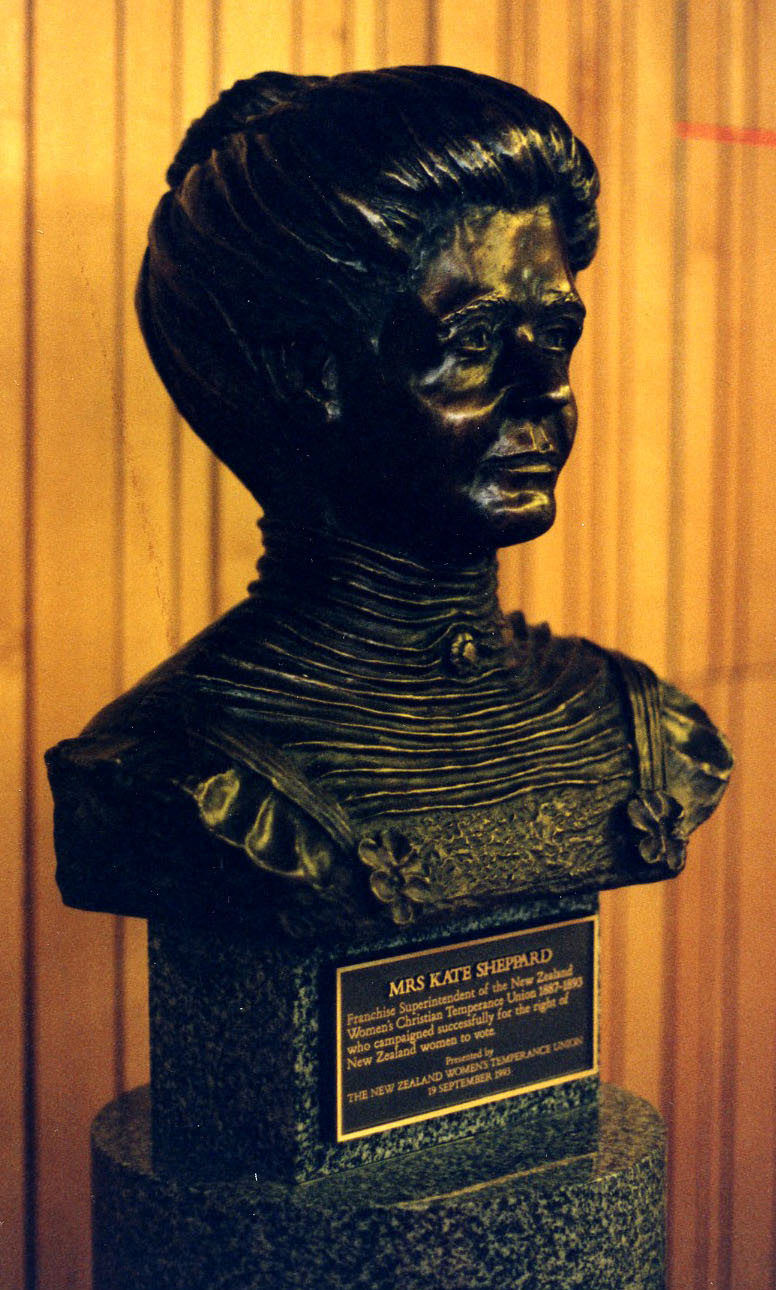
1973年にWCTUによって議会に送られたケイト・シェパードの胸像

シェパードはニュージーランドの歴史上重要な人物と考えられている。 1992年以来、彼女はニュージーランドの10ドル紙幣に掲載されている。 2005年のテレビ番組「ニュージーランドのヒストリーメーカートップ100」は、シェパードを史上2番目に影響力のあるニュージーランド人と評価した。  同様にニュージーランド・ヘラルド（英: The New Zealand Herald）は、シェパードを2013年のニュージーランドの10人の偉大な人物の1人に選んだ。1972年、パトリシア・グリムショー（英: Patricia Grimshaw）の著書「ニュージーランドの女性参政権（英:Women's Suffrage in New Zealand）」は、シェパードを参政権運動の主要人物だとした。これはシェパードを称賛する最初の本であり、この出版はケイト・シェパードの人生と運動の軌跡を記録した。
1993年、ニュージーランドの女性参政権の100周年にあたり、クライストチャーチの女性グループはシェパードの2つの記念碑を設立した。エイボン川（英:Avon River）のほとりにあるケイトシェパード国立記念碑（英:Kate Sheppard National Memorial）と、毎年研究をする女性に送られるケイトシェパード記念トラスト賞（英:Kate Sheppard Memorial Trust Award）だ。 その年、タラナキで特別なシャクヤクスタイルの白い椿が作られた。白い椿は参政権者の象徴だった。ケイト・シェパードにちなんで名付けられ、ニュージーランド全土に広く植えられた。
83クライドロードにあるフェンダルトンハウス（英:Fendalton）は、シェパードが1888年から1902年まで住み、現在ケイトシェパードハウス（英:Kate Sheppard House）として知られている。そこは、女性選挙権に関連する多くのイベントが起きたことを鑑みて、ニュージーランド遺産（英:Heritage New Zealand）のカテゴリIの遺産として登録されている。 ここは、シェパードが3つ請願書を壁紙に貼り付けた場所でもある。

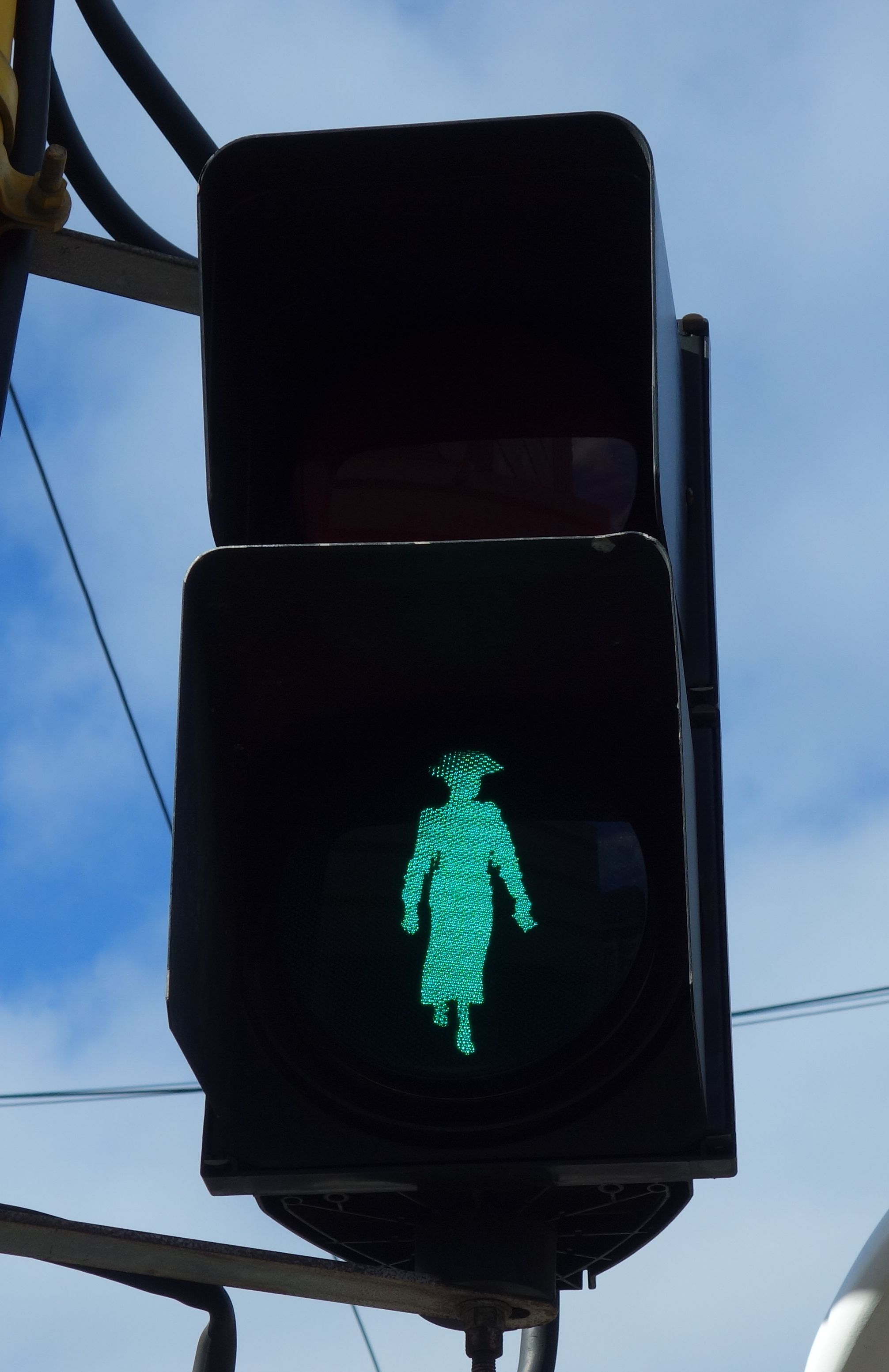
ウェリントンの国会議事堂の外にある歩行者用信号機に描かれているシェパード

ニュージーランドの劇作家、マーヴィン・トンプソン（英: Mervyn Thompson）がシェパードと禁酒運動についての『O！ 禁酒！（英:O! Temperance! ）』 を書いた。1972年にクライストチャーチのコートシアターで初めて上演されました。初演は1972年クライストチャーチのコート劇場（英: Court Theatre ）で行われた絵。 2016年と2017年には」、ケイトシェパードの人生をパンクロックミュージカルとして再考した作品『サ・ブラッディ・ウーマン（英:That Bloody Woman）』は、ニュージーランドを巡業した。
ウェリントンの議会地区内にあるケイトシェパードプレイスは、彼女の名誉にちなんで名付けられた。これは、国会議事堂の反対側のモールスワース通りからマルグレーブ通りとソーンドン・キーの交差点まで続く短い一方通行の道だ。オークランド郊外のノースクロスにはケイトシェパードアベニューがある。2014年、ウェリントンの議会近くの8つの交差点に、緑色のライトにケイトシェパードが描いている信号機が取り付けられた。
ニュージーランドのいくつかの学校には、シェパードにちなんで名付けられた建物がある。 2014年、ファンガレイ女子高校（英:Whangarei Girls' High School）は、女性選挙権の反対者であるリチャード・セドン（英:Richard Seddon）にちなんで名付けられた建物の名前を生徒の要請でシェパードハウスに変更した。
2018年3月8日、国際女性の日と女性参政権運動の125周年を合わせて記念し、ニュージーランドサッカーは女性トーナメントをケイトシェパードカップと改名した。

## 著作
- Sheppard, Kate (2017年5月17日). “Ten Reasons Why the Women of New Zealand Should Vote”. New Zealand History.   New Zealand Ministry for Culture and Heritage. 2018年2月13日閲覧。
- Should women vote? (1890)
- Sheppard, Kate (n.d.). “How we won the franchise in New Zealand”. New Zealand History.   New Zealand Women's Christian Temperance Union. pp. 7. 2018年6月22日閲覧。
- Woman Suffrage in New Zealand (1907)
- Woman's suffrage petition 1892
- “1893 women's suffrage petition”. New Zealand History.  Wellington, New Zealand:  New Zealand Ministry for Culture and Heritage (n.d.). 2018年2月13日閲覧。